# Zenarchopteridae
Los pajaritos asiáticos o mediopicos asiáticos (familia Zenarchopteridae) es una familia de peces incluida en el orden Beloniformes, distribuida por mares, ríos y lagos del sudeste asiático e Indonesia. Antes considerada una subfamilia dentro de la familia Hemiramphidae, se han separado en una familia aparte recientemente. —ver en Wikiespecies—
La mandíbula inferior es más larga que la superior, con el premaxilar terminado en punta, lo que los diferencia de las familias Belonidae y Scomberesocidae que tienen ambas mandíbulas similares. Suelen ser de pequeño tamaño.

## Acuariología
Algunas de las especies más pequeñas y vistosas de agua dulce son utilizados en acuariología por su bella ornamentación o ser translúcidos. Especies del género Dermogenys y Nomorhamphus se usan comúnmente para este fin, siendo los géneros Hemirhamphodon y Zenarchopterus algo menos usados.

## Géneros
Existen 5 géneros con unas 58 especies:
- Género Dermogenys (van Hasselt, 1823)
- Género Hemirhamphodon (Bleeker, 1866)
- Género Nomorhamphus (Weber & de Beaufort, 1922 )
- Género Tondanichthys (Collette, 1995 ), género con una única especie: T. kottelati (Collette, 1995)
- Género Zenarchopterus (Gill, 1864)